# Malu cu Flori
Malu cu Flori (letteralmente Riva Fiorita) è un comune della Romania di 2 552 abitanti, ubicato nel distretto di Dâmbovița, nella regione storica della Muntenia.
Il comune è formato dall'unione di 5 villaggi: Capu Coastei, Copăceni, Malu cu Flori, Micloșanii Mari, Micloșanii Mici.